# Magyarfodorháza
Magyarfodorháza (románul Fodora) település Romániában, Kolozs megyében.

## Fekvése
Kolozsvártól 30 km-re északra, Borsaújfalu, Sólyomkő és Nagyesküllő közt fekvő település.

## Története
1214-ben Fodot néven említik az oklevelek először.
A középkorban római-katolikus vallású magyar lakossága volt, amely a reformáció idején áttért a református vallásra. 1658-ban a betörő tatár seregek teljesen elpusztították a települést, romba dőlt temploma is. 1715-ben vegyes román - magyar lakossággal települt újra, a magyarok 1730-ban kis kápolnát építettek maguknak.
A trianoni békeszerződésig Kolozs vármegye Kolozsvári járásához tartozott.

## Lakossága
1910-ben 683 lakosa volt a településnek, ebből 513 román és 170 magyar nemzetiségűnek vallotta magát.
2002-ben 307 lakosából 203 román, 98 magyar és 6 cigány volt.